# Los Lirios, Hidalgo
Los Lirios är en ort i Mexiko.   Den ligger i kommunen Epazoyucan och delstaten Hidalgo, i den sydöstra delen av landet, 90 km nordost om huvudstaden Mexico City. Los Lirios ligger 2 713 meter över havet och antalet invånare är 137.
Terrängen runt Los Lirios är huvudsakligen kuperad, men söderut är den platt. Runt Los Lirios är det ganska tätbefolkat, med 58 invånare per kvadratkilometer. Närmaste större samhälle är Pachuca de Soto, 15,3 km väster om Los Lirios. I omgivningarna runt Los Lirios växer i huvudsak blandskog.